# Willem Kroesbergen
Willem Kroesbergen (* 5. Juni 1943 in Utrecht) ist ein niederländischer Cembalobauer.

## Leben und Werk
Willem Kroesbergen wurde 1943 in Utrecht geboren. Er studierte Psychologie an der Universität Utrecht. Während seiner Studienjahre baute er ein Virginal. Später spezialisierte er sich darauf, Nachbauten von historischen Instrumenten herzustellen. Hierbei dienten ihm insbesondere Instrumente der Familie Ruckers als Vorbilder. Nach Abschluss seines Studiums baute er über vierzig Jahre lang Cembali. 2007 zog sich Kroesbergen vom Cembalobau zurück und siedelte nach Kapstadt, Südafrika um. Dort versucht er, die original üblichen Klavier- und Cembalo-Stimmungen und -Temperaturen zu Johann Sebastian Bachs Zeit zu rekonstruieren.
Kroesbergens Instrumente weisen einen ausgezeichneten Klang und herausragende strukturelle Qualität auf. Sie wurden regelmäßig von Solisten wie Ton Koopman und Masaaki Suzuki sowie von Gruppen wie dem Bach Collegium Japan und der Musica Antiqua Köln in Konzerten genutzt.
1991 erhielt Kroesbergen den Casper-Hogenbijl-Preis für seinen Cembalobau-Beitrag zur Alten Musik.